# Верхний Будым
Верхний Будым — посёлок в Гайнском районе Пермского края. Входит в состав Кебратского сельского поселения. Располагается севернее районного центра, посёлка Гайны. Расстояние до районного центра составляет 33 км. По данным Всероссийской переписи населения 2010 года, в посёлке проживало 257 человек (136 мужчин и 121 женщина).

## История
По данным на 1 июля 1963 года, в посёлке проживало 599 человек. До конца 1962 года населённый пункт входил в состав Гайнского сельсовета, а в 1963 году посёлок вошёл в состав Мысовского сельсовета.